# Le Petit Arbre chantant et sonnant
Pour plus de détails, voir Fiche technique et Distribution.
Le Petit Arbre chantant et sonnant (titre alternatif : Dans le royaume magique de l'esprit de la montagne et De l'arbre chantant et sonnant) est un film de conte de fées de 1957 du réalisateur Francesco Stefani (de), produit par la Deutsche Film AG (DEFA) en RDA. Le film est considéré comme l’une des meilleures productions de contes de fées de l’histoire du cinéma DEFA.
L'intrigue du film provient du conte de fées Le Petit Arbre chantant et sonnant, ou l'Uebermuth puni, publié en 1801 dans la collection de contes de fées, qui présente des similitudes avec le conte de fées Hurleburlebutz (de) tiré des Contes de l'enfance et du foyer de Frères Grimm, publié en 1812,,.

## Distribution
- Christel Bodenstein (de) : Princesse
- Charles Hans Vogt (de) : Roi
- Eckart Dux (de) : Prince
- Richard Krüger (de) : nain maléfique
- Dorothea Thiesing (de) : Nourrice
- Fredy Barten (de) : Ministre
- Egon Vogel (de) : Capitaine et maître de cérémonie
- Maria Besendahl (de) : Femme herboriste
- Günther Polensen (de) : Capitaine
- Friedrich Teitge (de) : Jardinier
- Paul Pfingst : Paysan
- Paul Knopf : Gardien